# Johan Hendrik Doeleman
Johan Hendrik Doeleman (Rotterdam, 5 maart 1848 – Den Haag, 10 mei 1913) was een Nederlands schilder, tekenaar en aquarellist in de stijl van de Haagse School.

## Werk en leven
Doeleman werd in 1848 in Rotterdam geboren als zoon van Jacobus Doeleman en Maria Elisabeth Oldenburg. In 1871 ontving hij een stimuleringstoelage van koning Willem III uit het Koninklijk Fonds ter ondersteuning van jonge kunstenaars. Doeleman werd in 1877 benoemd tot docent aan de Tekenacademie te Rotterdam. Tot 1899 werkte en woonde hij in Rotterdam. Hij heeft daarnaast onder meer gewerkt in de omgeving van Haastrecht, nabij de Vlist. Vanaf 1899 werkte en leefde hij in Den Haag. Hij schilderde landschappen, bos- en duinlandschappen, maar ook stillevens en figuurvoorstellingen. Hij schilderde ook zo nu en dan met enkele van de bekende schilders van de Haagse School, zoals Willem Maris. Hij wordt wel gerekend tot de tweede generatie schilders van de Haagse School. Hij schilderde niet alleen in olieverf, maar maakte ook aquarellen. Hij schilderde in een impressionistische stijl. Hij was lid van het genootschap Pulchri Studio in Den Haag. In 1902 werd hij benoemd tot erelid van de academie te Rotterdam. Zijn schilderijen werden geëxposeerd in het Gemeentemuseum van Nijmegen, het Historisch Museum Deventer en het Zeeuws Museum in Middelburg. Hij was leermeester van onder anderen Leo Oosthout en Friedrich Hubert Ernst Bicknese.
Doeleman trouwde op 29 oktober 1874 te Rotterdam met Josina Christina Cornelia Wierikx, dochter van Petrus Wierikx en Theodora Gusberta van Beuzekom. Hij overleed in mei 1913 op 65-jarige leeftijd in het Rooms-Katholieke Ziekenhuis te Den Haag. Hij werd begraven op 14 mei 1913 op de begraafplaats Oud Eik en Duinen in Den Haag.

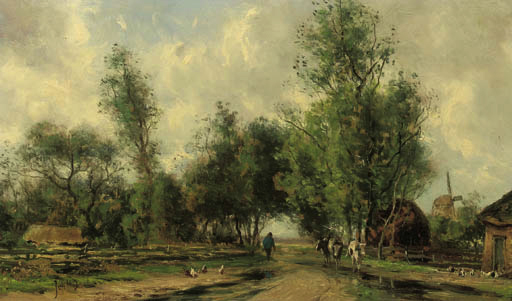
Landschap bij Rolde in Drenthe

- Biografisch Portaal: 99301553
- Gemeinsame Normdatei: 1077655428
- International Standard Name Identifier: 0000 0000 6954 7291
- RKD-Nederlands Instituut voor Kunstgeschiedenis: 23452
- Museum of New Zealand Te Papa Tongarewa: 623
- Union List of Artist Names: 500090739
- Virtual International Authority File: 96342880
- WorldCat: E39PBJtrRWJcBD4bgb98hhfKBP